# Philotheca glabra
Philotheca glabra är en vinruteväxtart som först beskrevs av Paul G. Wilson, och fick sitt nu gällande namn av Paul G. Wilson. Philotheca glabra ingår i släktet Philotheca och familjen vinruteväxter. Inga underarter finns listade i Catalogue of Life.